# Ficosa
Ficosa, abreviatura de Ficosa International SA, es una multinacional española dedicada a la investigación, desarrollo y producción de sistemas y piezas para la industria automotriz. Fue fundada en 1949 y tiene su sede en Barcelona, pero cuenta con centros de producción, ingeniería y oficinas comerciales en 19 países de Europa, Norteamérica, Sudamérica y Asia con 6.700 empleados (2010). Los ingresos de la empresa fueron de 900 millones de euros en 2008, de los cuales el 80% provinieron de las ventas internacionales.

## Historia

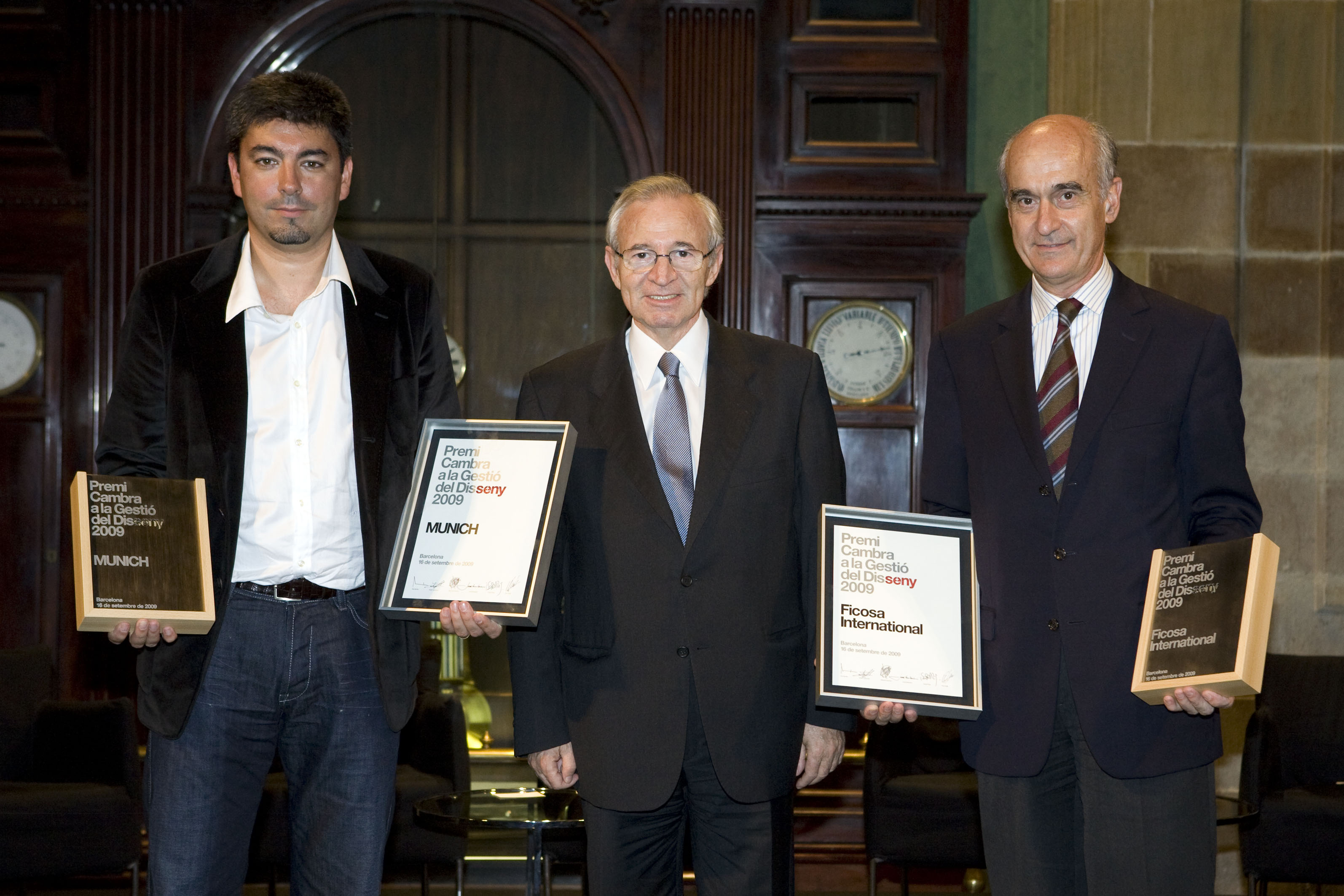
A la derecha, Vicenç Aguilera, jefe de operaciones de Ficosa, recibiendo el premio Gestió del Disseny 2009.

Ficosa nació en Barcelona en 1949 cuando Josep Maria Pujol y Josep Maria Tarragó fundan Pujol y Tarragó SL, un pequeño taller de producción de cables mecánicos para el mercado posventa.
Tras el crecimiento nacional de la empresa, abrió su primera oficina fuera del país en Portugal en 1970. En 1985, después de la adhesión de España a la Unión Europea, la empresa inicio una fuerte expansión internacional.Ficosa se expandió a Estados Unidos y México en 1995, y a Brasil y Argentina en 1997. En 1998, se abrió camino en India, a través de una empresa conjunta con Tata Group. En 2001, Ficosa adquirió la división de espejos de Magneti Marelli. Fue inaugurada su primera oficina en Japón en 2001 y estableció alianzas en Corea (2001), Rumania y China (2002). En 2005, Ficosa abrió unas segundas fábricas en Turquía e India y una fábrica en Polonia. En 2006, se abrieron una filial y un centro de ingeniería en China y una tercera fábrica en India. En 2006 se inauguró un centro de ingeniería en la ciudad de Monterrey (México). Sus operaciones en Rusia comenzaron en 2007. En 2008, Ficosa adquirió los activos de la empresa estadounidense Delbar.  Junto con Omron, creó la empresa Adasens, especializada en sistemas avanzados de asistencia al conductor. Ficosa adquirió las empresas Imic en 2010 y Camryn en 2011, con plantas de producción en Indiana, Tennessee y Kentucky, además de un centro técnico en Míchigan, aumentando su participación de mercado de sistemas de espejos al 28,7% en la región NAFTA.

## Estructura corporativa
El Grupo Ficosa está formado por 40 empresas de todo el mundo: empresas propiedad de Ficosa, empresas asociadas y filiales, empresas conjuntas y alianzas estratégicas.

### Europa

#### España
- Ficosa International, S.A.
- Fico Cables, S.A.
- Ficomirrors, S.A.
- Fico Transpar, S.A.
- Fico Triad, S.A.
- Ficosa Electronic
- Advanced Automotive Antennas, S.L.
- Industrias Technoflex, S.A.
- Lames Ibérica, S.A.
- Flexibles Barcelona, S.L.
- Suministros Hidráulicos Valencia, S.L.
- Ficosa Galicia, S.L.
- Somnoalert, AIE
- Adasens Automotive, S.L.
- Ficosa Int. Grupo Mecánica del Vuelo Sistemas, UTE

#### Portugal
- Ficosa International, Lda.
- Fico Cables, Lda.

#### Alemania
- Ficosa International GmbH
- Adasens Automotive GmbH

#### Reino Unido
- Ficosa International Ltd.

#### Italia
- Ficosa International, S.r.l.
- Ficomirrors Italia, S.r.l. a s.u.

#### Francia
- Ficosa International, S.A.
- Fico Cipa, S.A.
- Ficomirrors France, S.A.S
- Seric, S.A.
- Marice Lecoy, S.A.
- Cipa Industrie, S.A.

#### Polonia
- Ficomirrors Polska SP. Z.O.O.

#### Rumanía
- SC UAMT (Licencia autorizada)

#### Turquía
- Ficosa Otomotiv Sanayi Ve Ticaret Anonim Sirketi
- Ficosa International Otomotiv San Ve Tic. A.S.

#### Rusia
- Zavod Avtocomponent (Licencia autorizada)

### América

#### Estados Unidos
- Ficosa North America Corp.

#### México
- Ficosa North America S.A. de C.V.

#### Brasil
- Ficosa do Brasil, Ltda.

#### Argentina
- Ficosa Argentina, S.A.

### Asia

#### India
- Tata Ficosa Automotive Systems, Ltd. (empresa conjunta)
- Ficosa India Engineering Center pvt. Ltd, Hyderabad

#### China
- Ficosa International (Shanghai) Automotive Components Co., Ltd.
- Ficosa International Taicang Co. LTD.
- Shanghai Ficosa Traiding Co. LTD
- Ficosa International Shenyang Co. LTD

#### Corea
- Daeshin Machinery Ind. Co., Ltd. (Joint Venture)

#### Japón
- Ficosa Japan (Technical and Commercial Office)
- Tata Ficosa Automotive Systems, Ltd. (empresa conjunta)